# Katedra Świętego Pawła w Abidżanie
katedra Świętego Pawła w Abidżanie (fr. Cathédrale Saint-Paul du Plateau) – futurystyczna katedra uznawana za symbol Abidżanu, dynamicznej metropolii gospodarczej Wybrzeża Kości Słoniowej. Jest główną świątynią rzymskokatolickiej archidiecezji abidżańskiej.

## Historia
Katedra została konsekrowana 10 sierpnia 1985 roku przez papieża Jana Pawła II podczas jego pielgrzymki po kraju.